# Mary Everest Boole
Mary Everest Boole (Wickwar, 1832 - 1916) va ser una matemàtica anglesa coneguda pels seus treballs en àlgebra booleana i sobre la didàctica de la matemàtica.
Va néixer a Anglaterra, l'any 1832, però de molt petita es va traslladar a França amb la seva família per motius de salut del seu pare, el reverend Thomas Everest. A Poissy (a prop de París) va començar a estudiar matemàtiques amb Monsieur Deplace que li va ensenyar un mètode per a resoldre problemes matemàtics. Quan Mary tenia onze anys la família va retornar a Anglaterra. Mary va seguir estudiant matemàtiques pel seu compte, sense tutors, utilitzant els llibres de la família i aplicant el mètode que havia après a França. Les dones no tenien permesa l'entrada a la Universitat. Mary era neboda de George Everest, que havia guiat l'expedició a la muntanya més alta del món (que actualment porta el seu nom). A casa del seu oncle, a Irlanda, va conèixer el matemàtic George Boole, inventor de l'àlgebra de Boole. Van mantenir, durant anys, relació per carta en les quals parlaven de temes matemàtics. L'any 1856, es van casar. Mary tenia 23 anys i George 40. El matrimoni es va instal·lar al Queen's College de Cork. Mary va integrar-se amb el grup de deixebles de Boole i, junt amb ells, va col·laborar en la revisió del manuscrit sobre les “Lleis del Pensament”. Nou anys més tard, Boole va morir de pulmonia i Mary va quedar sola amb cinc filles, la més petita de les quals tenia només sis mesos. Va tornar a Anglaterra i va treballar de bibliotecària al Queen's College de Londres. No podia fer classes perquè a l'Anglaterra victoriana les dones ho tenien prohibit, però es va convertir en professora extraoficial i consellera de molts estudiants.
Quan va complir cinquanta anys va començar a escriure articles i llibres que va publicar fins a la seva mort. Un dels seus llibres, The preparatin of the child for science, es va considerar essencial en l'ensenyament a les escoles angleses i americanes durant les primeres dècades del segle xx. En canvi The message of psychic science for mothers and nurses va ser objecte de moltes crítiques, a causa de les quals va perdre la seva feina. Mary Everest va haver de treballar llavors com a secretària d'un amic de la família. Un dels seus darrers llibres va ser The forging of passion into power, publicat el 1910, on exposava idees molt avançades per a la seva època. Va morir a vuitanta-quatre anys.